# سورية يا ذات المجد (نشيد وطني)
سورية يا ذات المجد هو النشيد الوطني السابق للمملكة العربية السورية التي كانت دولة قصيرة العمر. كتب كلماته الشاعر مختار التنير، ولحنه الأخوان اللبنانيان أحمد فليفل ومحمد فليفل، المعروفان أيضًا بتلحينهم للنشيد الوطني العراقي موطني.

## التاريخ
تم التخلي عن هذا النشيد في عام 1938 عندما فاز نشيد آخر بعنوان حماة الديار، من تلحين محمد فليفل، في مسابقة اختيار النشيد الوطني للجمهورية السورية الأولى.
كانت المملكة العربية السورية دولة قصيرة العمر، شملت معظم بلاد الشام، وخاصة مناطق سوريا والأردن الحاليين، ووجودها الرسمي كان بين 5 أكتوبر 1918 حتى 24 يوليو 1920، وفعليًا بين 8 مارس 1920 حتى 24 يوليو 1920 قبل أن تحتلها القوات الفرنسية إثر الحرب السورية الفرنسية. استخدم النشيد كذلك في المنهج التعليمي الرسمي في الأردن حتى الستينيات، حيث كان يتعلمه الطلبة ويحفظونه.

## الكلمات
| النص العربي |
| --- |
| 𝄆 سورية يا ذات المجد والعزة في ماضي العهد 𝄇 إن كنت لنا أسمى مهد فثراك لنا أسمى لحد 𝄆 سندافع عنك بذا القلب فبه قد سال دم العرب 𝄇 𝄆 أسقينا ماء قد عذبا إن كنت لنا أما وأبا 𝄇 من يشرب ماءك لا يأبى موتا إن كنت له سببا 𝄆 سندافع عنك بذا القلب فبه قد سال دم العرب 𝄇 𝄆 وسنحيي المجد من الرمس بأولي عزم وأولي بأس 𝄇 جهلوا ابدا معنى اليأس ورأوا بالموت هنا النفس 𝄆 سندافع عنك بذا القلب فبه قد سال دم العرب 𝄇 𝄆 سورية يا ذات المجد والعزة في ماضي العهد 𝄇 إن كنت لنا أسمى مهد فثراك لنا أسمى لحد 𝄆 سندافع عنك بذا القلب فبه قد سال دم العرب 𝄇 |

## روابط خارجية
سورية يا ذات المجد - نشيد سوريا الكبرى الإذاعة الأردنية 1952